# Massimo Fabbrizi
Massimo Fabbrizi (ur. 27 sierpnia 1977 w San Benedetto del Tronto) – włoski strzelec sportowy.
Wywalczył srebrny medal na Letnich Igrzyskach Olimpijskich 2012 w Londynie w trapie.